# Champagner für Zimmer 17
Champagner für Zimmer 17 ist ein deutsch-schweizerisch-italienischer Erotikkrimi aus dem Jahre 1969 von Erwin C. Dietrich. Die Geschichte basiert auf dem Illustriertenroman Heißer Körper zu vermieten, den Heinz G. Konsalik unter dem Pseudonym Jens Becker verfasste.

## Handlung
Inspektor Eckstein von der Sittenpolizei muss bei seinen Ermittlungen im Rahmen einer Überwachungsmaßnahme des Hotels Continental feststellen, dass die Ehefrau seines Kollegen Kossek, Ursula, genannt Uschi, in einem als Nagelstudio bzw. Schönheitssalon getarnten Bordell, das von einer ehemaligen Prostituierten geführt wird, als Edelhure arbeitet, um die eigene Haushaltskasse aufzubessern. In Zimmer 17 ist sie bei Champagner und anderen Annehmlichkeiten zahlungsfähigen Herren gern zu Diensten. Offensichtlich ist Kriminalkommissar Kossek völlig ahnungslos. Neben Uschi verdienen sich hier auch Eva, Renate und Marlis einiges dazu, um sich Pelze, Sportwagen und Appartements leisten können. Eckstein will den Callgirl-Ring, den er hinter dem munteren Treiben vermutet, auffliegen lassen und den Chef der Bande, einen brutalen Anonymus, endlich festnehmen.
Dieser Boss im Hintergrund ist niemand anderes als ein gewisser Dr. Caspari, Typ eiskalter Verbrecher im gut sitzenden Anzug mit glänzenden Manieren und rabiaten Methoden, wenn die Prostituierten nicht spuren. Wenn eine der Frauen aus der Reihe tanzt oder womöglich aussteigen will, sorgt Caspari dafür, dass sie nicht mehr lang zu leben hat. Eckstein und Kossek versuchen das Treiben des Herrn Caspari zu beenden. Eines Tages verschwindet Ursula Kossek spurlos, da Caspari sie als sein ganz persönliches Sicherheitsrisiko sieht. Sie schwebt in Lebensgefahr. Die anderen Mädchen werden von der Polizei verhört, trauen sich aber nicht, zu reden. Denn wer redet, das hat Caspari unmissverständlich klargemacht, stirbt. Und bald erwischt es auch schon die erste Prostituierte, die sich nicht daran gehalten hat. Schließlich führt eine heiße Spur ins italienische San Remo, wo der Kopf der Bande ganz offensichtlich sein Hauptquartier hat. Hier kommt es zwischen der Polizei und Caspari zum Showdown, bei dem schließlich die anschaffende Polizistengattin stirbt und Caspari sich selbst richtet.

## Produktionsnotizen
Neben seiner Firma Urania mit Sitz in Berlin besaß Erwin C. Dietrich seit 1967 die Zürcher Treuhandfirma Afiba, die finanzielle und rechtliche Angelegenheiten verwaltete. Zudem arbeitete
er eng und exklusiv mit der kleinen Firma Prestige in Rom zusammen, die als sein Standbein in Italien gelten konnte. So ergab sich der Film als deutsch-schweizerisch-italienische Co-Produktion.
Champagner für Zimmer 17 wurde am 26. September 1969 in Deutschland uraufgeführt. Der Text auf dem Movie-Cover lautete: „Die Wahrheit über die gewalttätig herrschende Moral unserer Zeit!“ Der VHS-Titel war Ich bin ein Callgirl, der italienische Titel Gatta pericolosa. Regisseur und Produzent Erwin C. Dietrich meinte rückblickend, dies sei wohl seine beste Regiearbeit unter dem Pseudonym Michael Thomas gewesen.

## Kritik
Das Lexikon des internationalen Films nannte den Streifen eine „mühsame konstruierte und verlogene Kolportage“.
Das Heyne Filmlexikon (1996) bezeichnete den Film als „Sex-Schnellschuß aus der Erwin C. Dietrich-Factory.“